# Milada Halíková
Milada Halíková (* 6. ledna 1950 Orlová) je česká politička, bývalá primátorka Havířova, v letech 2006 až 2017 poslankyně Poslanecké sněmovny zvolená jako nestranička na kandidátní listině KSČM.

## Biografie
V rodné Orlové vystudovala Střední ekonomickou školu. Působila jako organizační pracovnice a lektorka na Krajském výboru Socialistického svazu mládeže, později na Ústředním výboru Národní fronty ČSSR. Při zaměstnání vystudovala v roce 1980 Pedagogickou fakultu v Ostravě, kde o pět let později získala i titul PaedDr.
V letech 1975–1992 byla členkou KSČ (respektive nástupnické KSČM), od té doby působí v politice jako nestranička, ale kandidující opakovaně za KSČM.
V komunálních volbách roku 1990, komunálních volbách roku 1994, komunálních volbách roku 1998, komunálních volbách roku 2002, komunálních volbách roku 2006, komunálních volbách roku 2010 a komunálních volbách roku 2014 byla zvolena do zastupitelstva města Havířov, od roku 1994 jako bezpartijní na kandidátce KSČM. Profesně se k roku 1998 uvádí jako učitelka, následně k roku 2002 coby ředitelka ZŠ, v roce 2006 jako primátorka a v roce 2010 coby poslankyně. Zastávala postupně funkci radní, náměstkyně starosty Havířova a od roku 2002 byla primátorkou tohoto města. Do roku 2002 pracovala jako učitelka, respektive ředitelka Základní školy generála Svobody v Havířově.
Ve volbách v roce 2006 byla zvolena do poslanecké sněmovny jako bezpartijní za KSČM (volební obvod Moravskoslezský kraj). Zasedala ve sněmovním výboru pro veřejnou správu a regionální rozvoj (v letech 2008-2010 coby jeho místopředsedkyně). Poslanecký mandát obhájila ve volbách v roce 2010. Byla místopředsedkyní výboru pro veřejnou správu a regionální rozvoj. Poslanecký mandát obhájila rovněž ve volbách v roce 2013.
Ve volbách do Poslanecké sněmovny PČR v roce 2017 obhajovala svůj poslanecký mandát jako nestraník za KSČM v Moravskoslezském kraji, ale neuspěla.
Ve volbách do Senátu PČR v roce 2018 kandidovala jako nestraník za KSČM v obvodu č. 74 – Karviná. Se ziskem 16,45 % hlasů skončila v prvním kole voleb na 2. místě a ve druhém kole se utkala se sociálním demokratem Petrem Víchou. V něm však prohrála poměrem hlasů 27,93 % : 72,06 %.
Je rozvedená, má jedno dítě.